# Božidar Čorbadžijski
Božidar Čorbadžijski (in bulgaro Божидар Чорбаджийски?; Sofia, 10 novembre 1995) è un calciatore bulgaro, difensore del Diósgyőr.

## Carriera

### Club
Božidar fin da ragazzino ha vestito la maglia del Cska Sofia. Ha esordito in prima squadra il 25 maggio 2013 contro il Lokomotiv Sofia, match perso dal Cska Sofia 2-1. Nella stagione 2016-2017 segna il suo primo goal tra i professionisti. Attualmente è capitano della squadra, fino ad oggi ha collezionato 64 presenze e segnato 7 goal.

### Nazionale
Conta diverse presenze nella nazionale maggiore della Bulgaria, ha fatto il suo esordio in nazionale il 6 novembre del 2016.

## Palmarès

### Club

#### Competizioni nazionali
- Coppa di Bulgaria: 1

CSKA Sofia: 2015-2016